# Trentepohlia (Trentepohlia) perelongata
Trentepohlia (Trentepohlia) perelongata is een tweevleugelige uit de familie steltmuggen (Limoniidae). De soort komt voor in het Afrotropisch gebied.